# Odirlei Pessoni
Odirlei Pessoni (Franca, 1 de julho de 1982 - Ibiraci, 27 de março de 2021) foi um atleta brasileiro de bobsleigh. 
Participou dos Jogos Olímpicos de Inverno de 2014 como integrante da equipe brasileira de bobsleigh, onde ficou na vigésima nona posição (com Edson Bindilatti, Edson Martins e Fábio Gonçalves Silva), entre trinta equipes.

## Morte
Morreu em 27 de março de 2021 num acidente automobilístico, quando a moto que pilotava bateu de frente em outro veículo, no trecho da estrada ponte de Peixoto-Sete Voltas, em Ibiraci -MG.